# Isachne vaughanii
Isachne vaughanii är en gräsart som beskrevs av Charles Edward Hubbard. Isachne vaughanii ingår i släktet Isachne och familjen gräs. Inga underarter finns listade i Catalogue of Life.